# Interim de Augsburgo
Interim de Augsburgo (en latín Interim Augustanum) es el nombre con el que se conoce al decreto imperial ("Declaración de su Romana e Imperial Majestad sobre la observancia de la religión dentro del Sacro Imperio hasta la decisión del Concilio General") promulgado el 15 de mayo de 1548, en la Dieta de Augsburgo de ese año, por el emperador Carlos V, que acababa de vencer en la guerra de Esmalcalda, derrotando en la batalla de Mühlberg de 1547 al ejército protestante de la Liga de Esmalcalda.
La primera versión del decreto, de 26 capítulos, fue escrita por Julius von Pflug, pero varios teólogos se implicaron en la redacción final: del lado católico Michael Helding, Eberhard Billick, Domingo de Soto, Pedro de Soto (ambos de la escuela de Salamanca) y Pedro de Malvenda (también español, de la Sorbona); del lado protestante Johannes Agricola. Aunque se ordenó a los protestantes volver a adoptar las creencias y prácticas tradicionales del catolicismo, incluyendo los siete sacramentos, se permitía a los sacerdotes el matrimonio y a los laicos el denominado cáliz de los laicos, o comunión en las dos especies (pan y vino). Estas concesiones permiten ver al Interim de Augsburgo como el primer paso significativo en el proceso que llevó a la legitimación política y religiosa del protestantismo como alternativa al catolicismo, y que se sustanció definitivamente en la Paz de Passau de 1552 y la Paz de Augsburgo de 1555.
El Interim pasó a ser ley del Imperio el 30 de junio de 1548. En agosto de 1549, el papa advirtió a todos los obispos que eludieran las concesiones hechas a los protestantes.
Como documento, tuvo un precedente, el Interim de Ratisbona (1541), y un intento protestante por reformularlo, el Interim de Leipzig o de Zella (1548).
No debe confundirse con la Confesión de Augsburgo (25 de junio de 1530), texto clave del protestantismo, redactado para presentarse a la Dieta de Augsburgo de 1530, y que a su vez suscitó la Confutatio Confesionis Augustanae o Confutatio Pontificia de la Confesión de Augsburgo ("Refutación Pontificia", 3 de agosto de 1530) y la Apología de la Confesión de Augsburgo (abril-septiembre de 1531).

Carlos V en Mühlberg, por Tiziano.
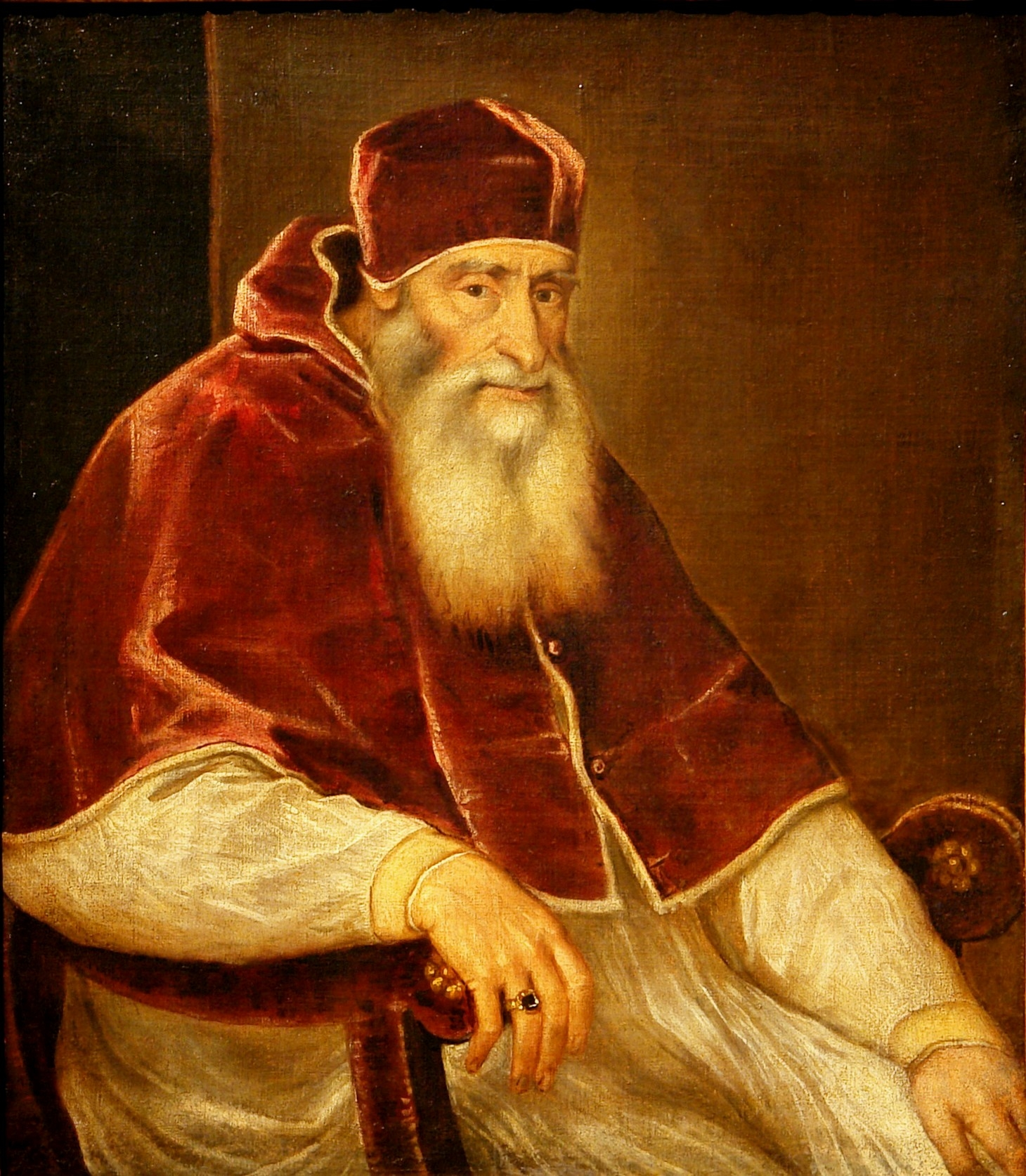
Paulo III, papa.
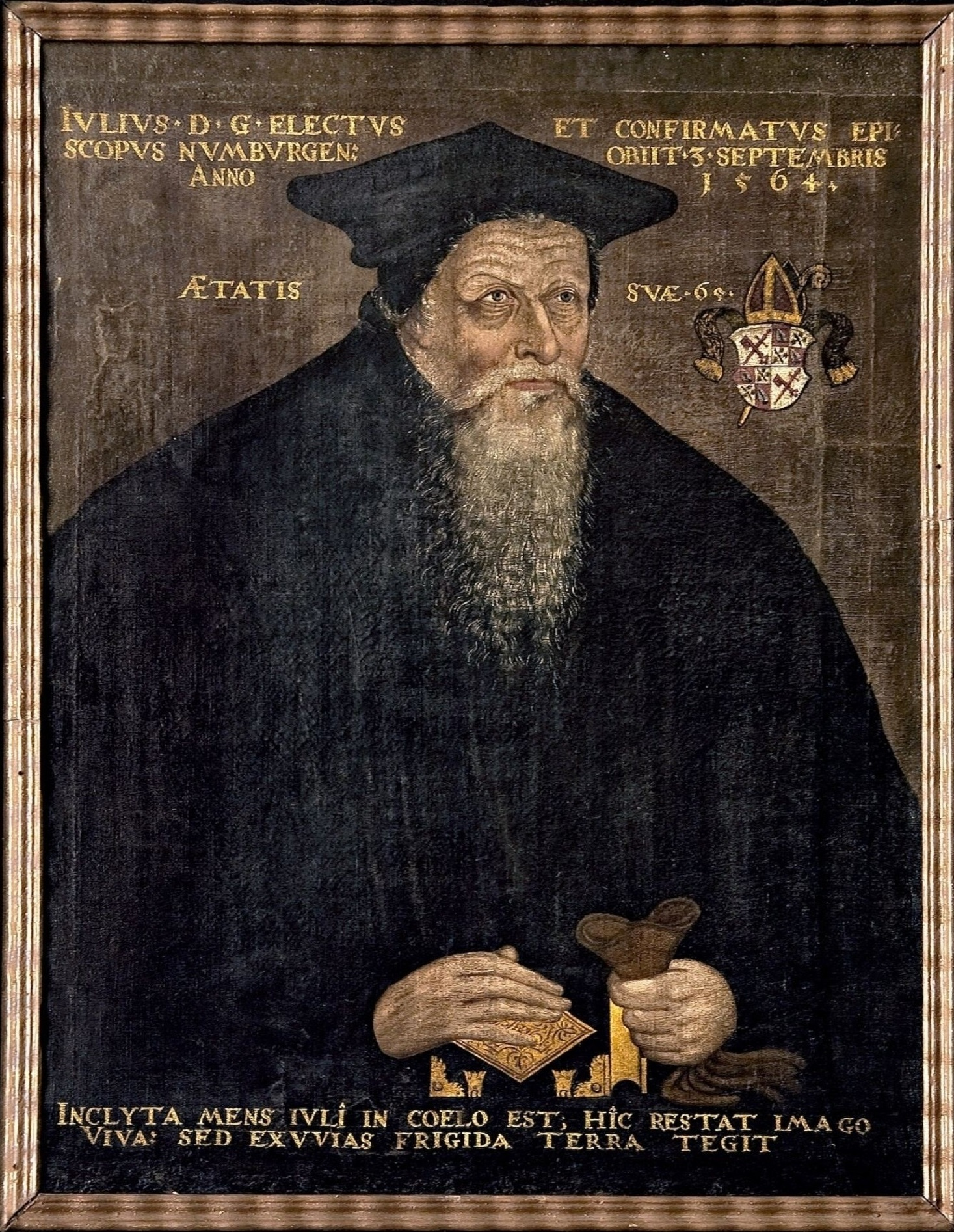
Julius von Pflug, redactor de la versión inicial del Interim de Augsburgo.
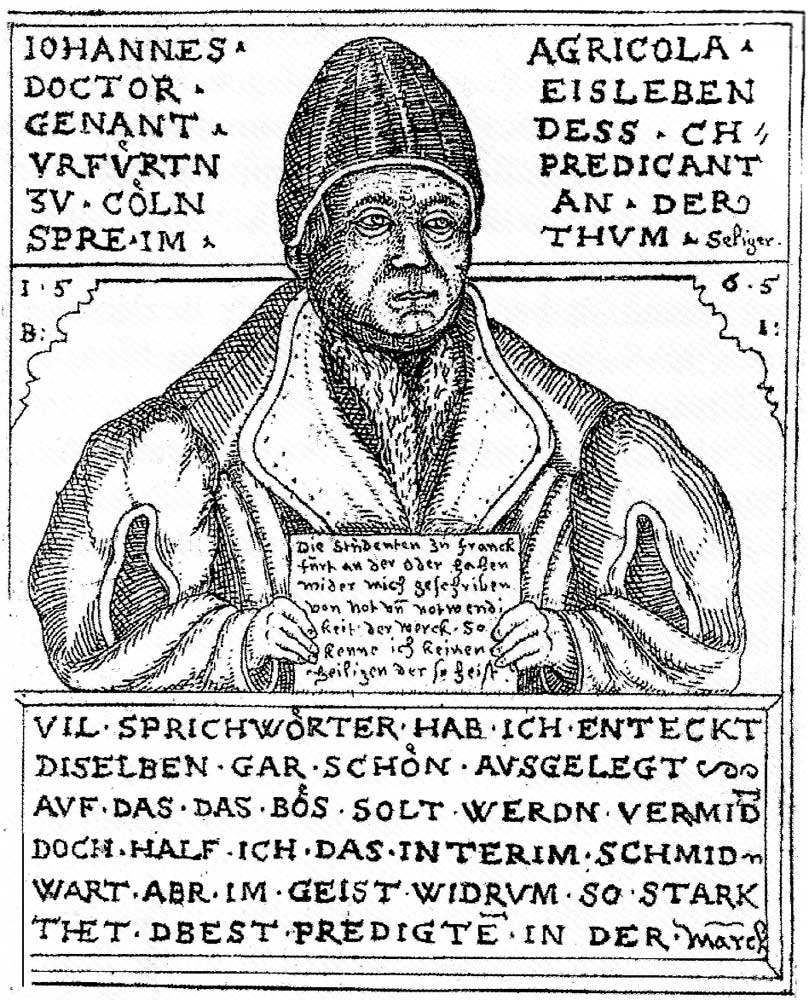
Johannes Agricola, impulsor del antinomismo.
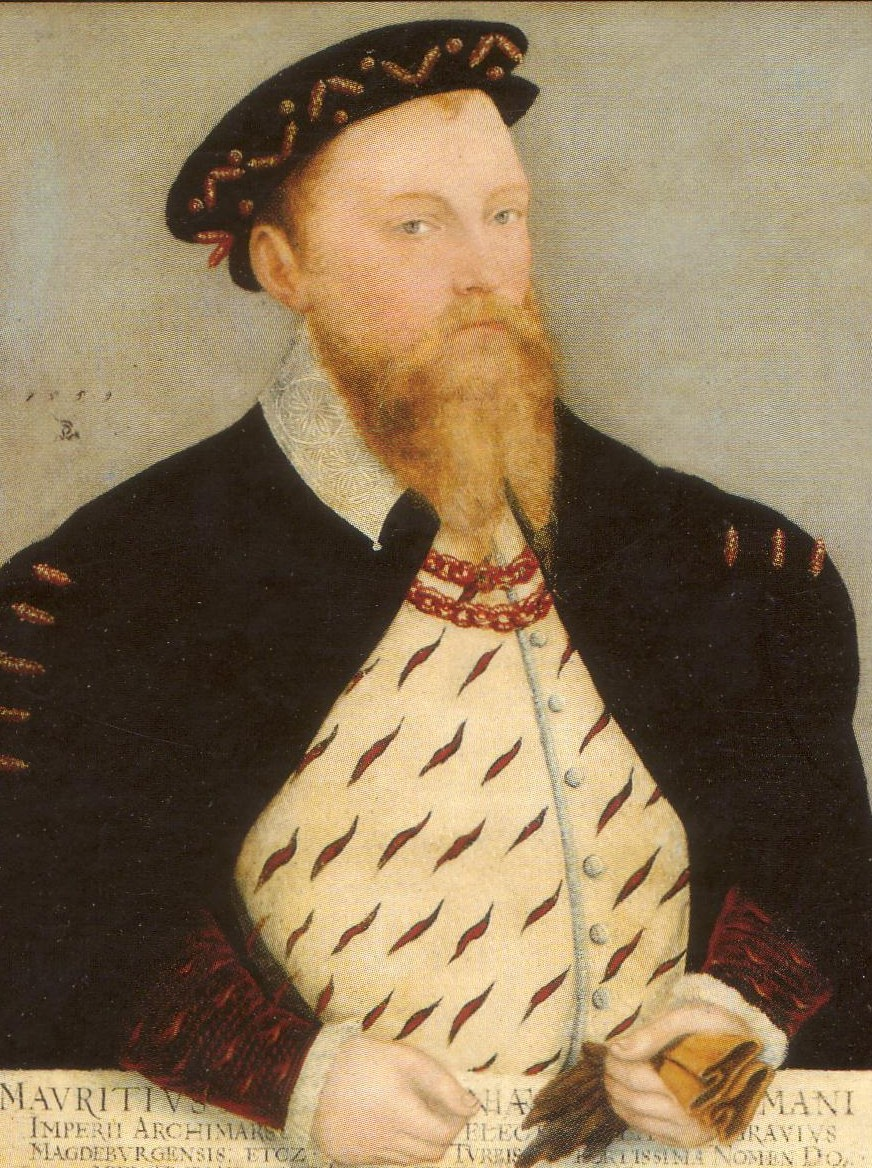
Mauricio de Sajonia, el príncipe protestante impulsor del Interim de Leipzig.
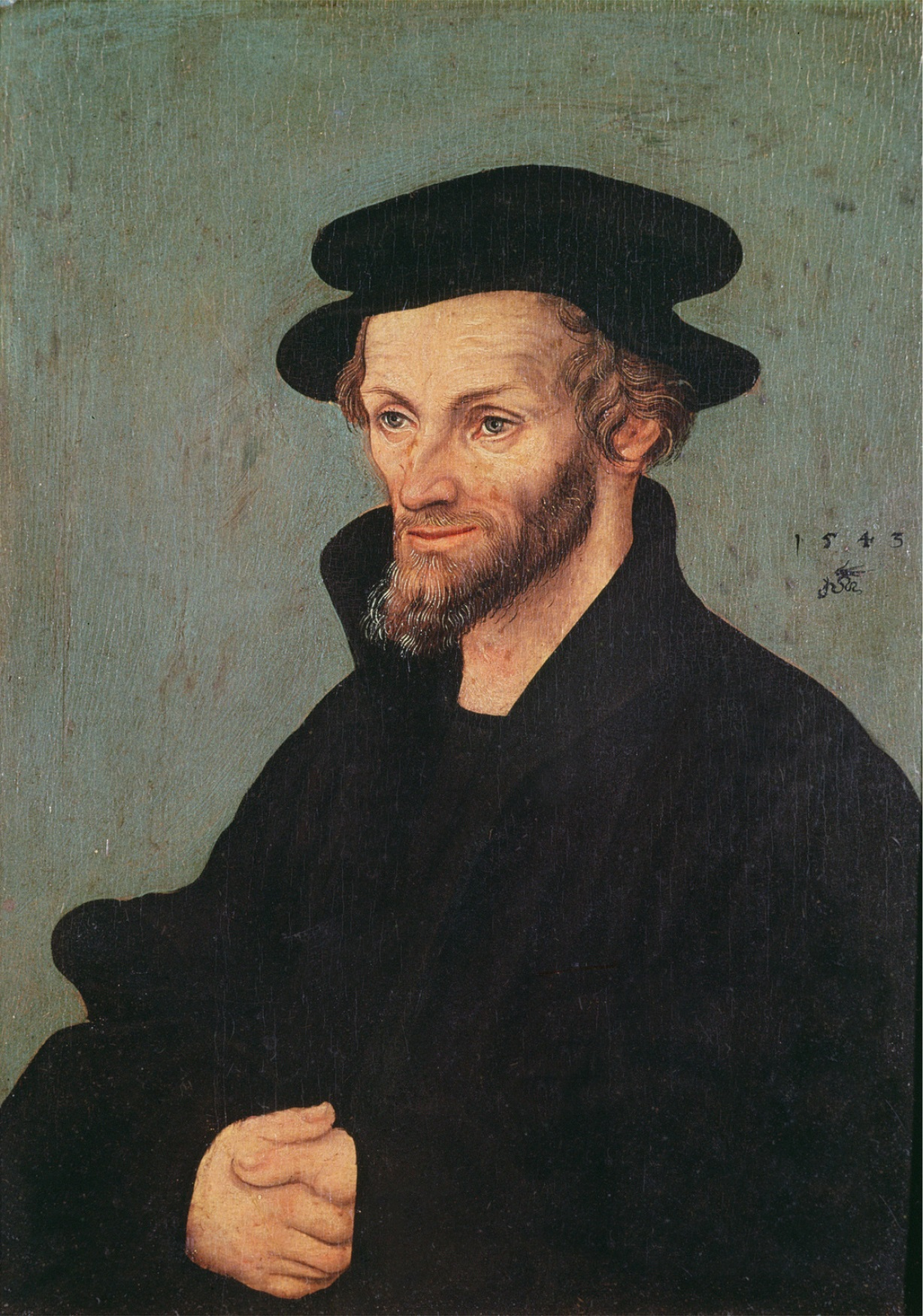
Melanchton, redactor del Interim de Leipzig.

## Antecedentes

### Interim de Ratisbona
Como conclusión de la Dieta de Ratisbona, que había alcanzado un punto de equilibrio entre católicos y protestantes, se publicó el Interim de Ratisbona el 29 de julio de 1541. Exponía una definición común del tema de la justificación y de otros puntos de doctrina. Todos se comprometían a no alterar otras cuestiones, esperando a que el Concilio las definiera (de ahí la expresión interim, cuyo significado en latín es "entre tanto", "provisionalmente"). Se afirmaba el compromiso de mantener intactos los monasterios y las posesiones eclesiásticas y de suspender los procesos judiciales sobre asuntos religiosos, no alterando las funciones tradicionales de la Reichskammergericht (Corte Imperial de Justicia). Se mantenían en vigor la Paz de Núremberg (1532) y el Receso de Augsburgo (1530). La reforma religiosa quedaría como competencia de los prelados. Para disipar la oposición de los protestantes, Carlos V añadió una declaración secreta que daba seguridades acerca de que los clérigos o instituciones que hubieran adoptado la Confesión de Augsburgo no serían expulsados de sus cargos y sus propiedades serían respetadas, que no se impediría la conversión al protestantismo de los miembros de la Corte Imperial de Justicia; mientras que los protestantes aceptaban no compelir a los súbditos de príncipes católicos a convertirse al protestantismo, pero que no se impedirían las conversiones voluntarias. También aclaraba que la vigencia del Receso de Augsburgo sólo se refería a cuestiones ajenas a la religión. Estas matizaciones alteraban de tal forma el contenido del Ínterim de Ratisbona, que lo anulaba en la práctica.

### Concilio de Trento y Capitulación de Wittenberg
El 13 de diciembre de 1545 habían comenzado las sesiones del Concilio de Trento, que los protestantes no aceptaban. En junio de 1546, el papa Paulo III acordó con el emperador encarar de forma militar la extensión de la Reforma protestante. El 4 de julio de 1546, la reunión de la Liga de Esmalcalda en Ichtershausen decidió realizar un ataque preventivo contra las tropas imperiales, lo que se efectuó el 9 de julio, desencadenándose la Guerra de Esmalcalda. El 25 de abril de 1547, Carlos V obtuvo la decisiva victoria en la batalla de Mühlberg. En rápida sucesión, los ejércitos imperiales ocuparon cada uno de los territorios protestantes. El 19 de mayo de 1547, la propia ciudad de Wittenberg, corazón de la Reforma y último lugar de residencia de Lutero (muerto un año antes), se rindió sin lucha, y el elector Juan Federico I de Sajonia firmó la denominada Capitulación de Wittenberg. La liga de Esmalcalda quedaba disuelta y los príncipes protestantes adquirieron el compromiso de aceptar las decisiones del Concilio. En esa coyuntura, fue el papa el que obstaculizó los planes del emperador, modificando el lugar de reunión del Concilio, que trasladó a Bolonia (21 de abril al 2 de junio de 1547), una ciudad de los Estados Pontificios y no del Imperio como era Trento, lo que no contribuía a generar confianza ni entre los protestantes ni entre los imperiales.

## La Dieta de Augsburgo y el Interim de 1548

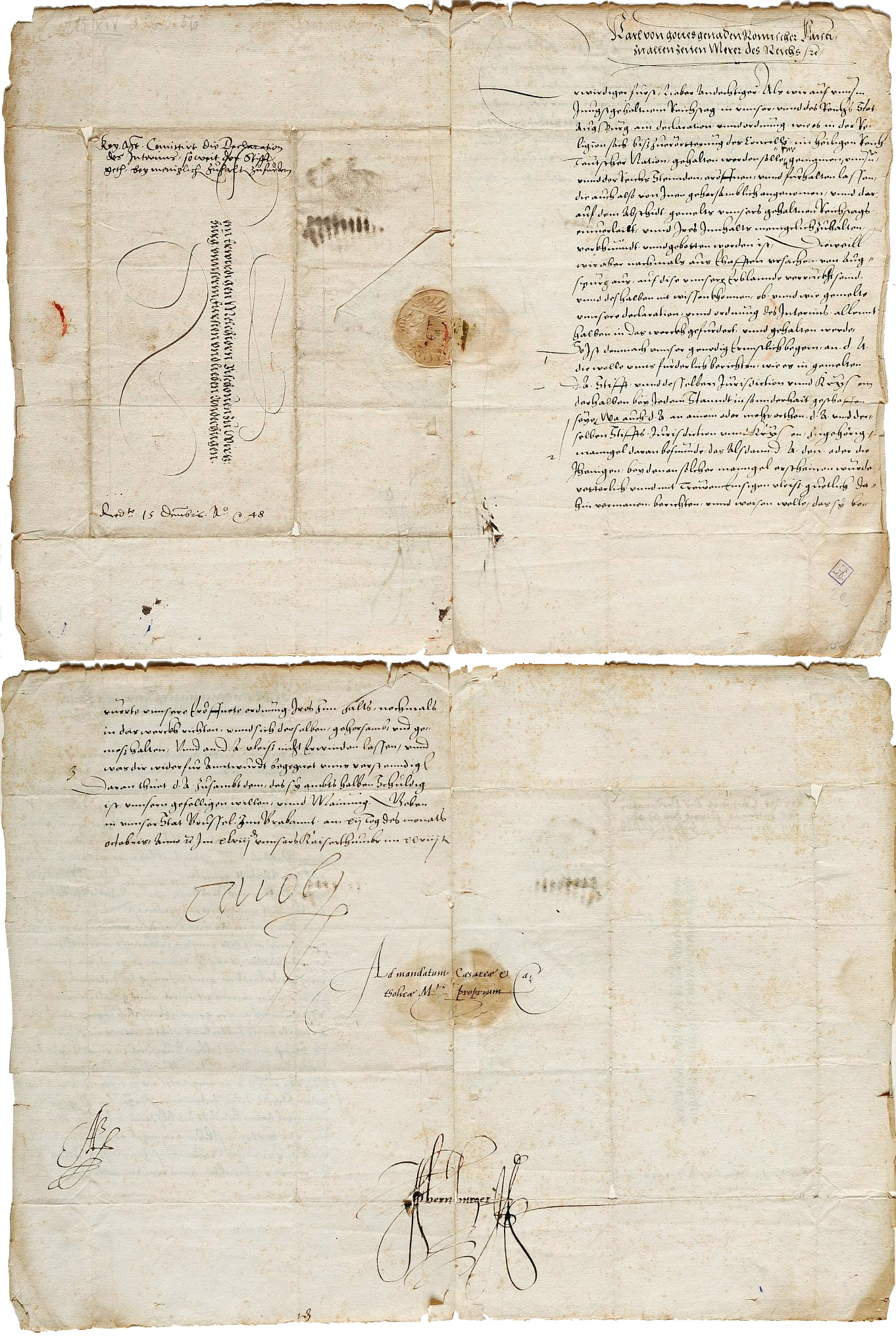
Carta de Carlos V al príncipe-obispo de Würzburg, Melchior Zobel de Giebelstadt, sobre el cumplimiento del Interim.

Carlos V había obtenido la victoria militar, pero se dio cuenta de que la única oportunidad para eliminar el luteranismo como movimiento era conseguir un compromiso político y religioso, para lo que convocó la Dieta Imperial en Augsburgo, cuyas sesiones tuvieron lugar entre 1547 y 1548, en un contexto de claro predominio católico y con la presencia cercana de las tropas imperiales (la denominada Dieta férrea -geharnischter Reichstag).
Las series de decretos emitidos por el Emperador se conocieron como un Interim porque sólo pretendían gobernar la iglesia temporalmente, hasta el Concilio, donde los temas en cuestión deberían ser tratados propiamente. Se incluyeron en las demandas del Interim la restauración del número de los sacramentos, alterado por los luteranos (que los reducían a dos: Bautismo y Cena del Señor, frente a los siete clásicos), y la restauración de un cierto número de ceremonias, doctrinas y prácticas tradicionales católicas que los reformistas luteranos habían descartado, como la transubstanciación. Se rechazaba la doctrina de la justificación tal como se interpretaba por Lutero (por la gracia, sólo mediante la fe). También se exigía el reconocimiento del papa como cabeza de la iglesia instituida por Cristo; y que las iglesias particulares volvieran a someterse a la autoridad jerárquica que desde Roma enviaba los obispos. Como concesión a los luteranos, el Interim permitía el matrimonio de los sacerdotes y la comunión bajo dos especies (pan y vino), denominada cáliz de los laicos.
A pesar del hecho de que Philip Melanchthon, amigo de Lutero y portavoz de la Reforma, estaba dispuesto a consensuar esos temas, realizando cesiones mutuas en interés de la paz, el Interim de Augsburgo fue rechazado por un significativo número de pastores y teólogos protestantes. Los clérigos que rehusaron seguir las reglas del Interim fueron expulsados de sus puestos y proscritos; hubo encarcelamientos (cerca de cuatrocientos en Suabia y Renania) e incluso ejecuciones, tanto de clérigos como de sus familiares. Muchos líderes protestantes, como Martin Bucer, huyeron a Inglaterra, donde influyeron notablemente en la Reforma inglesa, o se exiliaron en otros territorios más receptivos al protestantismo. A los luteranos moderados que se adhirieron a las opiniones de Melanchthon se les llamó adiaforistas (indiferentes).

## Interim de Leipzig o de Zella
Carlos V intentó imponer el Interim de Augsburgo en todo el Imperio, pero solo tuvo éxito en los territorios que controlaba militarmente, como Wurtemberg y las ciudades imperiales del sur. Se suscitó una gran oposición. Muchos príncipes católicos no aceptaron el Interim, preocupados por el aumento que suponía en la autoridad imperial. El papado se resistió durante un año a reconocerlo, viéndolo como una intromisión en sus competencias.
Los líderes protestantes también rechazaron los términos del Interim. En un posterior esfuerzo por alcanzar un compromiso, Melanchthon trabajó en un segundo Interim. Mauricio de Sajonia, aliado de Carlos V durante la Guerra de Esmalcalda, junto con Melanchthon y sus partidarios, protegidos en los estados de Mauricio, redactaron en Alt Zella en noviembre de 1548 el denominado Interim de Zella, Interim de Leipzig o Artículos de Leipzig. A pesar de sus todavía mayores concesiones al protestantismo, no consiguió apoyos. El Interim de Leipzig se diseñó para permitir a los luteranos que conservaran el núcleo de sus creencias teológicas, específicamente en lo tocante a la doctrina de la justificación, aunque ignorando otras cuestiones menos importantes, como el ritual, denominándolos aidaphora o "no esenciales". Este documento de compromiso volvió a suscitar oposición. Fue adoptado por la Dieta de Leipzig (una asamblea restringida al electorado de Sajonia) en diciembre de 1548. Los que lo apoyaban pasaron a ser identificados como filipistas, por apoyar los esfuerzos de Melanchthon por conseguir el compromiso. Los que lo rechazaban fueron apelados gnesioluteranos, o luteranos genuinos.
El elector Mauricio, viendo que el Interim de Leipzig era un fracaso político, comenzó a hacer planes para expulsar a Carlos V y su ejército de Sajonia. Era, en apreciación suya "más beneficioso para él ser visto como un campeón del luteranismo que como un traidor" (McCain et al., 480). El 5 de abril de 1552, Mauricio atacó a las fuerzas de Carlos V en Augsburgo, y fue obligado a retirarse. Esta victoria provocó posteriormente la firma de la Paz de Passau (2 de agosto de 1552) y de la Paz de Augsburgo (1555). De esos dos textos se terminó imponiendo el principio Cuius regio, eius religio ("De quien rige, la religión"), que daba a los príncipes la potestad de imponer su religión en sus territorios, con algunas excepciones, y siempre que fuera una de las dos reconocidas: "la vieja religión" y "la Confessio Augustana", con exclusión de cualquier otra, como el calvinismo.